# Wald-Sandlaufkäfer
|                                 |                                                              |
| Nominatform sylvatica sylvatica | Unterart sylvatica rubescens Flügeldecken leicht verkrüppelt |

Der Wald-Sandlaufkäfer oder auch Heide-Sandlaufkäfer (Cicindela sylvatica) ist eine Art aus der Unterfamilie der Sandlaufkäfer.
Die Art kommt in Europa in zwei Unterarten vor, Cicindela sylvatica sylvatica in Zentral- und Nordeuropa, Cicindela sylvatica rubescens nur in Spanien.
Die Wald-Sandlaufkäfer werden 14 bis 19 Millimeter lang und sind sehr schlank gebaut. Sie sind glänzend dunkelbraun gefärbt und haben weiße Flecke (Zackenbinden) auf den Flügeldecken: In der Mitte je ein Zickzack-Strich, am hinteren Ende je ein runder Fleck und vorne am Körper je ein länglicher Fleck. Der Kopf ist groß und deutlich vom Körper abgesetzt. Besonders auffällig sind die großen Augen und Kieferzangen. Die Fühler sind fadenförmig, die Beine sehr lang. Anders als andere Sandlaufkäfer hat der Wald-Sandlaufkäfer als einziger eine schwarze Oberlippe.
Wald-Sandlaufkäfer sind in Mitteleuropa verbreitet, doch eher lokal häufig. Sie halten sich am Boden oder im Gebüsch auf, vorwiegend auf Sandflächen, sandigen Waldlichtungen und in Kiefernwäldern und Heiden.
Die tagaktiven Tiere machen Jagd auf Insekten und Spinnen, die sie mit den Kieferzangen greifen und dann aussaugen. Bei drohender Gefahr fliegen die Tiere ein kurzes Stück, ansonsten laufen sie umher. Die Larven warten in selbstgegrabenen Wohnhöhlen, die sie nicht verlassen können, auf vorbeikommende Insekten, um diese zu verspeisen. Nachdem sich die Larve in der Höhle verpuppt hat, schlüpft im Herbst der fertige Käfer. In Deutschland stehen Wald-Sandlaufkäfer unter Naturschutz.